# Anchistioides antiguensis
Anchistioides antiguensis is een garnalensoort uit de familie van de Anchistioididae. De wetenschappelijke naam van de soort is voor het eerst geldig gepubliceerd in 1924 door Schmitt.